# Chamaecytisus colchicus
Chamaecytisus colchicus là một loài thực vật có hoa trong họ Đậu. Loài này được (Albov) Port. mô tả khoa học đầu tiên năm 2002.